# NAMD
NAMD (NAnoskalna Molekulska Dinamika) je besplatan molekularno dinamički simulacioni paket koji je napisan koristeći Charm++ paralelni programski model. On je poznat po svojoj efikasnosti paralelizacije i često je korišćen u simulacijama velikih sistema koji sadrže milione atoma. Ovaj program je razvijen kroz kolaboraciju grupe za Teoretsku i Računsku Biofiziku i laboratorije za paralelno programiranje na Univerzitetu Ilinoja u Urbana-Champaignu.
Nelson et al. su predstavili ovaj program 1995. godine kao paralelni molekularno dinamčki kod, koji omogućava interaktivne simulacije kroz povezivanje sa kodom za vizuelizaciju (VMD). NAMD se od tada razvio uvođenjem mnogih dodatnih svojstava i proširenjem CPU skale da obuhvati hiljade procesora.

## Spoljašnje veze
- strana na TCB web saitu
- strana na PPL web saitu
- on -ima